# Acacia mimula
Acacia mimula är en ärtväxtart som beskrevs av Leslie Pedley. Acacia mimula ingår i släktet akacior, och familjen ärtväxter. Inga underarter finns listade i Catalogue of Life.